# Премия Хосе Доносо
Премия Хосе Доносо (исп. Premio Iberoamericano de Letras José Donoso) — ежегодная литературная премия Чили, учреждённая в 2001 году в память о выдающемся чилийском писателе Хосе Доносо и присуждаемая Университетом Тальки при поддержке банка Santander автору, пишущему на испанском или португальском языках независимо от жанра его произведений (поэзия, проза, драматургия, эссеистика).
В жюри премии входят 5 выдающихся представителей литературы и академической науки. Премия вручается на ежегодной Книжной ярмарке в Тальке.

## Лауреаты
- 2001 — Хосе Эмилио Пачеко ( Мексика)
- 2002 — Беатрис Сарло ( Аргентина)
- 2003 — Исабель Альенде ( Чили)
- 2004 — Антонио Сиснерос ( Перу)
- 2005 — Рикардо Пилья ( Аргентина)
- 2006 — Антонио Лобо Антунеш ( Португалия)
- 2007 — Мигель Барнет[англ.] ( Куба)
- 2008 — Хавьер Мариас ( Испания)
- 2009 — Хорхе Вольпи ( Мексика
- 2010 — Диамела Эльтит ( Чили)
- 2011 — Серхио Рамирес ( Никарагуа)
- 2012 — Хуан Вильоро ( Мексика)
- 2013 — Педро Лемебель[англ.] ( Чили)
- 2014 — Силвиану Сантьягу ( Бразилия)
- 2015 — Родриго Рей Роса ( Гватемала)
- 2016 — Пабло Монтойя[англ.] ( Колумбия)
- 2017 — Рауль Сурита ( Чили)
- 2018 — Марио Бельятин ( Мексика)
- 2019 — Кристина Пери Росси ( Уругвай)
- 2020 — не вручалась из-за пандемии COVID-19[1]
- 2021 — Кристина Ривера Гарса[англ.] ( Мексика)[2]
- 2022 — Саманта Швеблин ( Аргентина)[3]
- 2023 — Лина Меруане ( Чили)[4]
- 2024 — Мариана Энрикес[англ.] ( Аргентина)[5]